# Bred brunlöpare
Bred brunlöpare (Trechus obtusus) är en skalbaggsart som beskrevs av Wilhelm Ferdinand Erichson. Bred brunlöpare ingår i släktet Trechus och familjen jordlöpare. Arten är reproducerande i Sverige. Inga underarter finns listade i Catalogue of Life.